# Karel De Sutter
Charles François Maria Ghislaine Edgard (Karel) De Sutter (Ronse, 22 februari 1878 – Kortrijk, 25 januari 1938) was een Belgisch componist, maar vooral koor- en orkestdirigent.
Hij was zoon van kapelmeester en muziekschooldirecteur August De Sutter en Pauline Verhegghe, Twee zonen van Karel en echtgenote werden eveneens musicus: Ignace De Sutter werd eveneens componist; zoon Albert De Sutter werd muziekcriticus.
Hij stamde uit een familie van kerkmusici. Zelf kreeg hij zijn opleiding aan het humaniora te Ronse. Zijn eerste muzieklessen kreeg hij van zijn vader en verder aan het Koninklijk Conservatorium Gent. Docenten waren verder Eduard Potjes (piano), Paul Lebrun (harmonieleer) en Émile Mathieu (fuga en contrapunt), Hij was een goed pianist die vooral goed van blad kon lezen (zonder verdere oefening direct spelen) en werd organist van de Sint-Pieterskerk en Heilige Kerstkerk beide te Gent.
Hij werd vervolgens bij ziekte van zijn vader plaatsvervangend directeur van de twee muziekscholen waar zijn vader directeur was; die te Oudenaarde en Ronse. Het zou nog even duren voordat hij er “echt” directeur werd. Tussen 1921 en 1938 was hij directeur van de Muziekschool Kortrijk, hij maakte net mee dat die laatste onder inspectie van Paul Gilson promoveerde tot muziekacademie (in 1940 conservatorium). Hij bestuurde niet alleen; hij gaf ook muziekles aan de rijksnormaalscholen in Blankenberge en Gent. Zo was hij jarenlang (1915-1928) leider van de Gentse Vereniging voor Toonkunst, een ensemble dat hij zelf (mede) had opgericht. Hij schuwde daarbij uitvoeringen van nieuwe Vlaamse composities niet. Van hemzelf is onder meer een religieus werk bekend onder de titel Via Crucis; het was via de Nationaal Instituut voor de Radio-omroep (NIR) te beluisteren. Nog altijd is bekend het optreden van een 1000-koppig koor onder zijn leiding in Lauda Sion van Felix Mendelssohn Bartholdy, plaats van handeling was de Kortrijkse Grote Markt, 21 juli 1929. 